# 大西桥镇
大西桥镇，是中华人民共和国贵州省安顺市西秀区下辖的一个乡镇级行政单位。

## 行政区划
大西桥镇下辖以下地区：
大西桥村、鲍家屯村、西陇村、带子街村、三铺村、王家院村、白泥寨村、杨家关村、小屯村、背陇村、三个山村、安庄屯村、小寨村、狗场屯村、江常村、河桥村、石板房村、中所村、吉昌村、马场村、新寨村、九溪村、下九溪村和小白岩村。

## 中国传统村落
2012年，吉昌村、石板房村、鲍屯村被评为首批“中国传统村落”。